# SVC
La Codificació de Vídeo Escalable (en anglès Scalable Video Coding, coneguda per l'acrònim SVC), és el nom de l'extensió de l'annex G de l'estàndard de compressió de vídeo H.264/MPEG-4 AVC. L'SVC normalitza la codificació d'un flux de bits de vídeo d'alta qualitat que també conté una o més cadenes de bits de subconjunt. Un flux de bits de vídeo subconjunt s'obté descartant paquets de vídeo des del vídeo més gran, per reduir l'amplada de banda requerida, per al flux de bits subconjunt. El flux de bits pot representar un subconjunt de baixa resolució espacial (una pantalla més petita), una menor resolució temporal (baixa velocitat de quadre), o una menor qualitat del senyal de vídeo.
L'H.264/MPEG-4 AVC ha estat desenvolupat conjuntament per l'ITU-T i l'ISO/IEC JTC 1. Aquests dos grups van crear el Joint Video Team (JVT) per desenvolupar l'estàndard H.264/MPEG-4 AVC.

## Informació general
L'objectiu de l'estandardització SVC ha estat la de permetre la codificació d'un flux de bits de vídeo d'alta qualitat que conté una o més cadenes de bits subconjunts que poden ser descodificats amb una complexitat i qualitat de reconstrucció similar a l'aconseguit mitjançant el disseny existent del H.264/MPEG- 4 AVC amb la mateixa quantitat de dades com en el flux de bits subconjunt. El flux de bits subgrup s'obté descartant paquets de la cadena de bits més gran.
Un subconjunt de flux de bits pot representar una menor resolució espacial, o una resolució més baixa temporal, o un senyal de vídeo de qualitat inferior (cada un per separat o en conjunt) en comparació amb el flux de bits d'on prové. Les modalitats possibles són les següents:
- Escalabilitat Temporal (frame rate): Les dependències de compensació de moviment estan estructurades de manera que les imatges completes (és a dir, els seus paquets associats) poden ser llançats des del flux de bits. (L'escalabilitat temporal ja està habilitada per l'H.264/MPEG-4 AVC. L'SVC només ha proporcionat informació addicional de millora per millorar el seu ús).
- Escalabilitat espacial (mida de la imatge): el vídeo està codificat en múltiples resolucions espacials. Les dades i les mostres descodificades de resolucions més baixes es poden utilitzar per predir les dades o mostres de resolucions més altes per tal de reduir la taxa de bits per codificar  les resolucions més altes.
- Escalabilitat SNR/Qualitat/Fidelitat: (wtf) el vídeo es codifica amb una resolució espacial única, però en diferents qualitats. Les dades i les mostres descodificades de qualitats inferiors es poden utilitzar per predir dades o mostres d'altes qualitats per tal de reduir la taxa de bits per codificar les qualitats superiors.
- Escabilitat combinada: una combinació de les 3 modalitats d'escalabilitat descrites anteriorment.

L'SVC permet compatibilitats progressives amb antics  hardwares: el  mateix flux de bits pot ser consumit pel hardware, el qual només pot desxifrar un subconjunt de baixa resolució (és a dir, 720p o 1080i), mentre que un hardware més avançat serà capaç de descodificar un flux de vídeo d'alta qualitat (1080p).

## Història i cronologia
- Octubre de 2003: El Moving Picture Experts Group (MPEG) va obrir una convocatòria de propostes sobre la tecnologia SVC.
- Abril de 2004: Es van proposar 14 propostes, entre elles 12 basades en ones de compressió. Les dues propostes restants eren extensions de l'H.264/MPEG-4 AVC.
- Ovtubre de 2004: la proposta presentada pel grup de comunicació de la imatge del Heinrich-Hertz-Institut (HHI) va ser escollida per MPEG com a punt de partida del seu projecte de normalització SVC.
- Gener de 2005: MPEG i el Video Coding Experts Group (VCEG) acorden estandarditzar el projecte SVC com una esmena de l'estàndard H.264/MPEG-4 AVC.
- Juliol de 2007: El projecte SVC va rebre l'aprovació final.

## Perfils i nivells
Com a resultat de l'extensió de l'SVC, l'estàndard conté cinc perfils addicionals d'escalabilitat: Scalable Baseline, Scalable High, Scalable High Intra, Scalable Constrained Baseline and Scalable Constrained High Profile. Aquests perfils es defineixen amb una combinació del perfil del H.264/MPEG-4 AVC per a la capa de base (2a paraula en el nom de l'escalable de perfil) i les eines que permeten assolir l'extensió de l'escalable:
- Scalable Baseline Profile: rincipalment orientada a aplicacions de conversa, mòbils, i vigilància.
  - Un flux de bits d'acord amb el perfil de línia de la base de l'escalable conté un flux de bits de capa de base que s'ajusta a una versió restringida de la línia de la base del perfil del H.264/MPEG-4 AVC.
  - Un suport de rodanxes B, la predicció ponderada, la codificació d'entropia CABAC i 8 × 8 de luminància de transformació en capes de millora (la transformació en CABAC i en 8 × 8 només són compatibles a certs nivells), tot i que la capa de base s'ha d'ajustar al perfil de línia de la base restringida, la qual no és compatible amb aquestes eines. Les eines de codificació per a les fonts entrellaçades no estan incloses.
  - La codificació escalable espacial es limita a les relacions de resolució d'1,5 i 2 entre les successives capes espacials en les dues direccions horizontal i vertical, i en macroblocs alineats de cultiu.
  - La codificació escalable de qualitat i temporal són compatibles sense cap mena de restricció.
- High Profile Escalable: Dissenyat principalment per a la seva difusió, aplicacions de Streaming, emmagatzematge i videoconferència.
  - Un flux de bits d'acord amb el perfil de High Profile Escalable conté un flux de bits capa de base que s'ajusta a l'alt perfil del H.264/MPEG-4 AVC.
  - Compatible amb totes les eines especificades en l'extenció de l'escalable de codificació de vídeo.
  - Escalables espacials de codificació sense cap restricció, és a dir, les relacions arbitràries de resolució i els paràmetres de cultiu són compatible.
  - L'escalable de codificació de qualitat  i temporal són compatibles sense cap mena de restricció.
- Scalable High Intra Profile: Dissenyat principalment per a les aplicacions professionals.
  - Només utilitza imatges instantanies Decorder Refresh (IDR). Les imatges IDR poder ser descodificades sense la referència dels fotogrames anteriors.
  - Un flux de bits d'acord amb el peril del Scalable High Intra Profile conté un flux de bits de capa de la base que s'ajusta a l'alt perfil del H.264/MPEG-4 AVC amb fotos IDR, les quals són les úniques que s'admeten.
  - Totes les eines d'escalabilitat s'admeten al Hight Profile Escalable, però només imatges del IDR s'admeten en qualsevol capa.
- Scalable Constrained Baseline Profile
- Scalable Constrained High Profile